# Tefé
Tefé − miasto w Brazylii, w stanie Amazonas, na prawym brzegu rzeki Solimões (brazylijska nazwa górnej Amazonki), nad jeziorem Tefé. Ludność: 96,0 tys. (2007). Siedziba rzymskokatolickiej prałatury terytorialnej Tefé.
Miasto zostało założone w XVII wieku pod nazwą Nogueira. Później nosiło również nazwę Ega, by w końcu od połowy XIX wieku przyjąć obecną nazwę.
Miasto dostępne jest jedynie drogą wodną lub powietrzną.